# 田中大治郎
田中 大治郎（たなか だいじろう、1990年7月6日 - ）は、日本の元ラグビー選手。現在ジャパンラグビーリーグワンコベルコ神戸スティーラーズのイベント兼普及担当を務めている。

## プロフィール
- 奈良県生駒市出身。
- ポジションはスクラムハーフ(SH)。
- 身長 166 cm、体重 75 kg
- ニックネームはDaijiro、Daijiru、ここ最近ではDJR（でぃーじぇいあーる）とも呼ばれている

## 来歴
2009年、天理高校卒業後、京都産業大学に入る。
2013年、京都産業大学 卒業後、神戸製鋼コベルコスティーラーズに加入。
2014年9月13日に行われたジャパンラグビートップリーグ第4節のNTTドコモレッドハリケーンズ戦に途中出場で公式戦初出場を果たす。
2019年、神戸製鋼コベルコスティーラーズを退団した。